# Bà Rịa – Vũng Tàu
Bà Rịa – Vũng Tàu (viết tắt BRVT) là một tỉnh cũ ven biển thuộc vùng Đông Nam Bộ, Việt Nam.
Ngày 12 tháng 6 năm 2025, Quốc hội thông qua Nghị quyết số 202/2025/QH15 về việc sắp xếp đơn vị hành chính cấp tỉnh năm 2025, theo đó tỉnh được giải thể cùng với tỉnh Bình Dương để sáp nhập vào thành phố Hồ Chí Minh.

## Địa lý

### Vị trí địa lý
Tỉnh Bà Rịa – Vũng Tàu có vị trí địa lý:
- Phía đông giáp tỉnh Bình Thuận và Biển Đông
- Phía tây giáp Thành phố Hồ Chí Minh
- Phía nam giáp Biển Đông
- Phía bắc giáp tỉnh Đồng Nai.

Tỉnh Bà Rịa – Vũng Tàu nằm trong Vùng kinh tế trọng điểm phía Nam, ở vị trí cửa ngõ ra Biển Đông của các tỉnh trong khu vực miền Đông Nam Bộ, Bà Rịa – Vũng Tàu kết nối với Thành phố Hồ Chí Minh và các địa phương khác bằng đường bộ, đường không và đường thủy. Năm 2024, Bà Rịa – Vũng Tàu cũng là 1 trong 8 tỉnh được Chính phủ Việt Nam quy hoạch thành thành phố trực thuộc trung ương.

### Điều kiện tự nhiên
Địa hình
Bà Rịa – Vũng Tàu có 6 đơn vị hành chính nằm trên đất liền và 1 đơn vị hành chính hải đảo là huyện Côn Đảo. Địa hình tỉnh có thể chia làm 4 vùng: bán đảo, hải đảo, vùng đồi núi bán trung du và vùng thung lũng đồng bằng ven biển. Bán đảo Vũng Tàu dài và hẹp, diện tích 82,86 km², độ cao trung bình 3–4 m so với mặt biển. Hải đảo bao gồm quần đảo Côn Lôn và đảo Long Sơn. Vùng đồi núi bán trung du nằm ở phía Bắc và Đông Bắc tỉnh phần lớn ở thành phố Phú Mỹ và các huyện Châu Đức, Xuyên Mộc. Ở vùng này có vùng thung lũng đồng bằng ven biển bao gồm một phần đất của thành phố Phú Mỹ và các huyện Long Điền, Bà Rịa, Đất Đỏ. Khu vực này có những đồng lúa nước, xen lẫn những vạt đôi thấp và rừng thưa có những bãi cát ven biển. Thềm lục địa rộng trên 100.000 km².
Khí hậu
Bà Rịa – Vũng Tàu có khí hậu nhiệt đới gió mùa, phân thành hai mùa rõ rệt trong năm. Mùa mưa kéo dài từ tháng 5 đến tháng 10, với gió mùa Tây Nam. Mùa khô diễn ra từ tháng 11 đến tháng 4 năm sau, với gió mùa Đông Bắc.
Nhiệt độ trung bình hàng năm là 27 °C, với mức thấp nhất khoảng 26,8 °C và mức cao nhất khoảng 28,6 °C. Bà Rịa – Vũng Tàu có lượng nắng rất lớn, trung bình hàng năm khoảng 2.400 giờ. Lượng mưa trung bình là 1.500 mm. Vùng này ít bị ảnh hưởng bởi cơn bão.

## Hành chính
Tỉnh Bà Rịa – Vũng Tàu có 7 đơn vị hành chính cấp huyện trực thuộc, bao gồm 3 thành phố và 4 huyện với 77 đơn vị hành chính cấp xã, bao gồm 30 phường, 7 thị trấn và 40 xã.
| Đơn vị hành chính cấp Huyện           | Thành phố Bà Rịa | Thành phố Vũng Tàu | Thành phố Phú Mỹ | Huyện Châu Đức    | Huyện Côn Đảo   | Huyện Long Đất   | Huyện Xuyên Mộc   |
| ------------------------------------- | ---------------- | ------------------ | ---------------- | ----------------- | --------------- | ---------------- | ----------------- |
| Diện tích (km²)                       | 91,5             | 141,1              | 333,02           | 422,6             | 75,79           | 267,42           | 640,9             |
| Dân số (người)                        | 205.192          | 420.860            | 287.055          | 143.306           | 13.112          | 241.501          | 162.356           |
| Mật độ dân số (người/km²)             | 2.243            | 3.737              | 861              | 339               | 173             | 903              | 253               |
| Số đơn vị hành chính                  | 7 phường, 3 xã   | 16 phường, 1 xã    | 7 phường, 3 xã   | 2 thị trấn, 14 xã | không phân chia | 4 thị trấn, 7 xã | 1 thị trấn, 12 xã |
| Năm thành lập                         | 2012             | 1991               | 2025             | 1994              | 1991            | 2025             | 1976              |
| Nguồn: Website tỉnh Bà Rịa – Vũng Tàu |                  |                    |                  |                   |                 |                  |                   |

## Lịch sử
Năm 1658, chúa Hiền Nguyễn Phúc Tần đưa 2.000 quân đánh thành Mô Xoài của Chân Lạp (thuộc vùng đất Bà Rịa ngày nay). Lý do của cuộc chinh phạt này được chúa Nguyễn đưa ra là để bảo vệ những cư dân người Việt đã vào đây làm ăn sinh sống. Trận này, chúa Nguyễn bắt được vua Chân Lạp là Nặc Ông Chân. Chân Lạp xin được làm chư hầu và triều cống hàng năm. Năm Giáp Tuất, Thái Tông thứ 27 (1674), Chúa Hiền lại sai Nguyễn Dương Lâm và Nguyễn Diên đem quân đánh lũy Bô Tâm của Chân Lạp ở xứ Mô Xoài mà về sau người Việt gọi là Lũy cũ Phước Tứ (thị trấn Long Điền ngày nay).
Tỉnh Bà Rịa được thành lập vào tháng 12 năm 1899, nằm trong địa bàn phủ Phước Tuy của tỉnh Biên Hòa. Đến tháng 10 năm 1956, chính quyền Việt Nam Cộng hòa quyết định lập tỉnh Phước Tuy, bao gồm cả địa bàn tỉnh Bà Rịa và quần đảo Trường Sa. Trong giai đoạn từ tháng 3 năm 1963 đến tháng 12 năm 1963 và từ tháng 11 năm 1966 đến tháng 10 năm 1967, chính quyền Mặt trận Dân tộc Giải phóng miền Nam Việt Nam đã sáp nhập tỉnh Bà Rịa với tỉnh Biên Hòa và tỉnh Long Khánh để thành lập tỉnh Bà Biên.
Từ tháng 2 năm 1976, tỉnh Bà Rịa được sáp nhập vào tỉnh Đồng Nai.
Ngày 30 tháng 5 năm 1979, Đặc khu Vũng Tàu – Côn Đảo được thành lập trên cơ sở sáp nhập thị xã Vũng Tàu, xã Long Sơn thuộc huyện Châu Thành của tỉnh Đồng Nai và huyện Côn Đảo của tỉnh Hậu Giang.
Ngày 12 tháng 8 năm 1991, giải thể đặc khu Vũng Tàu – Côn Đảo, thành lập tỉnh Bà Rịa – Vũng Tàu gồm thành phố Vũng Tàu (tỉnh lỵ) và 4 huyện: Châu Thành, Côn Đảo, Long Đất, Xuyên Mộc.
Ngày 2 tháng 6 năm 1994, chia huyện Châu Thành thành thị xã Bà Rịa và 2 huyện: Châu Đức, Tân Thành.
Ngày 9 tháng 12 năm 2003, chia huyện Long Đất thành huyện Long Điền và huyện Đất Đỏ. Ngày 2 tháng 5 năm 2012, tỉnh lỵ của tỉnh Bà Rịa – Vũng Tàu được chuyển từ thành phố Vũng Tàu về thị xã Bà Rịa.
Ngày 22 tháng 8 năm 2012, chuyển thị xã Bà Rịa thành thành phố Bà Rịa, biến tỉnh Bà Rịa – Vũng Tàu thành tỉnh đầu tiên của Đông Nam Bộ có 2 thành phố trực thuộc tỉnh.
Ngày 12 tháng 4 năm 2018, chuyển huyện Tân Thành thành thị xã Phú Mỹ.

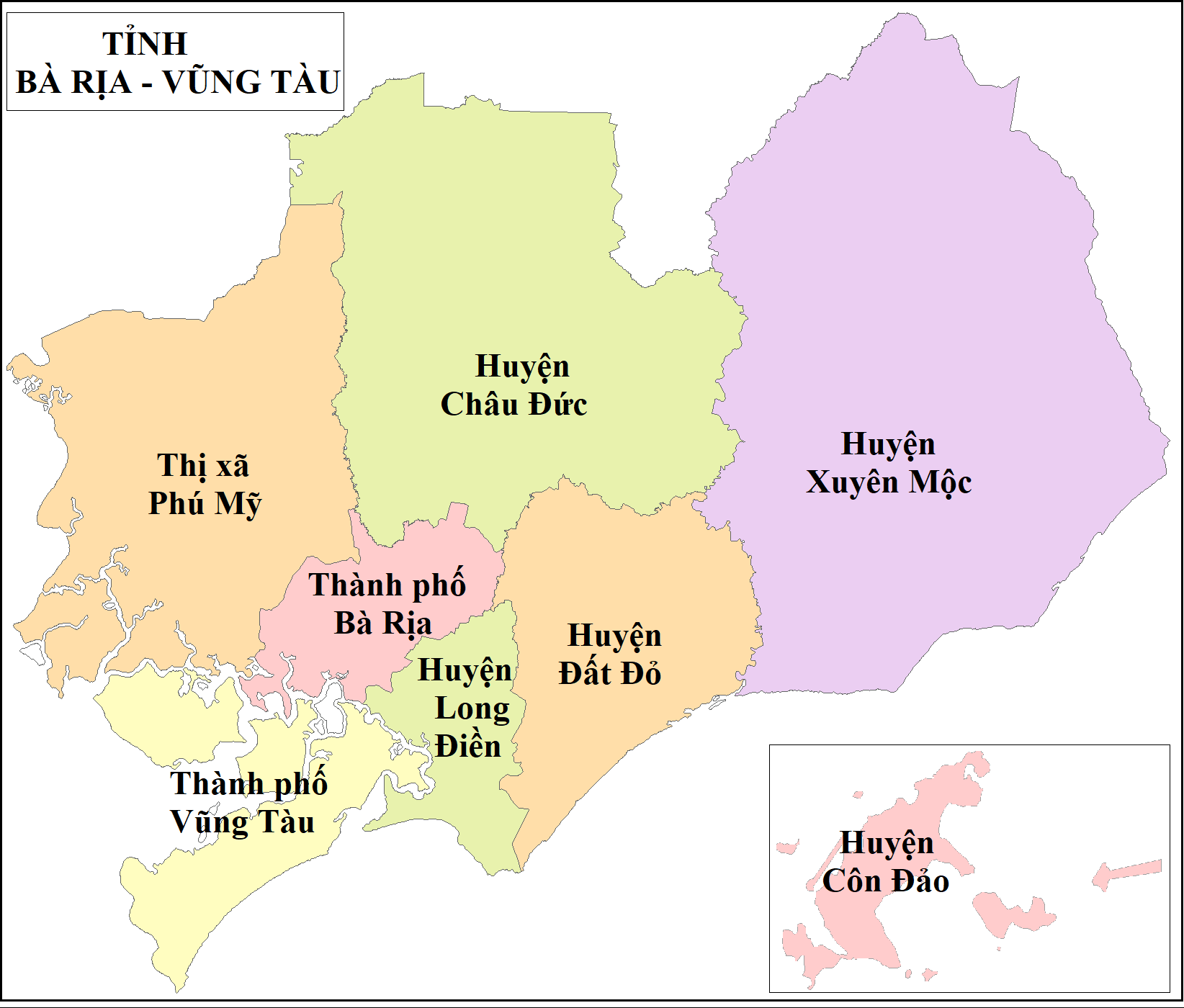
Các đơn vị hành chính cấp huyện trực thuộc tỉnh Bà Rịa – Vũng Tàu (giai đoạn 2018-2024)

Ngày 24 tháng 10 năm 2024, Ủy ban Thường vụ Quốc hội ban hành Nghị quyết số 1256/NQ-UBTVQH15 về việc sắp xếp đơn vị hành chính cấp huyện, cấp xã của tỉnh Bà Rịa – Vũng Tàu giai đoạn 2023 – 2025 (nghị quyết có hiệu lực từ ngày 1 tháng 1 năm 2025). Theo đó, tái lập huyện Long Đất trên cơ sở sáp nhập huyện Long Điền và huyện Đất Đỏ.
Ngày 15 tháng 1 năm 2025, Ủy ban Thường vụ Quốc hội ban hành Nghị quyết số 1365/NQ-UBTVQH15 (nghị quyết có hiệu lực từ ngày 1 tháng 3 năm 2025). Theo đó, thành lập thành phố Phú Mỹ thuộc tỉnh Bà Rịa – Vũng Tàu trên cơ sở toàn bộ thị xã Phú Mỹ.
Tỉnh Bà Rịa – Vũng Tàu có 3 thành phố và 4 huyện như hiện nay.
Ngày 12 tháng 6 năm 2025, Quốc hội ban hành Nghị quyết số 202/2025/QH15 về việc sắp xếp đơn vị hành chính cấp tỉnh (nghị quyết có hiệu lực từ ngày 12 tháng 6 năm 2025). Theo đó, tỉnh Bà Rịa – Vũng Tàu cùng với tỉnh Bình Dương  sáp nhập vào Thành phố Hồ Chí Minh.

## Kinh tế

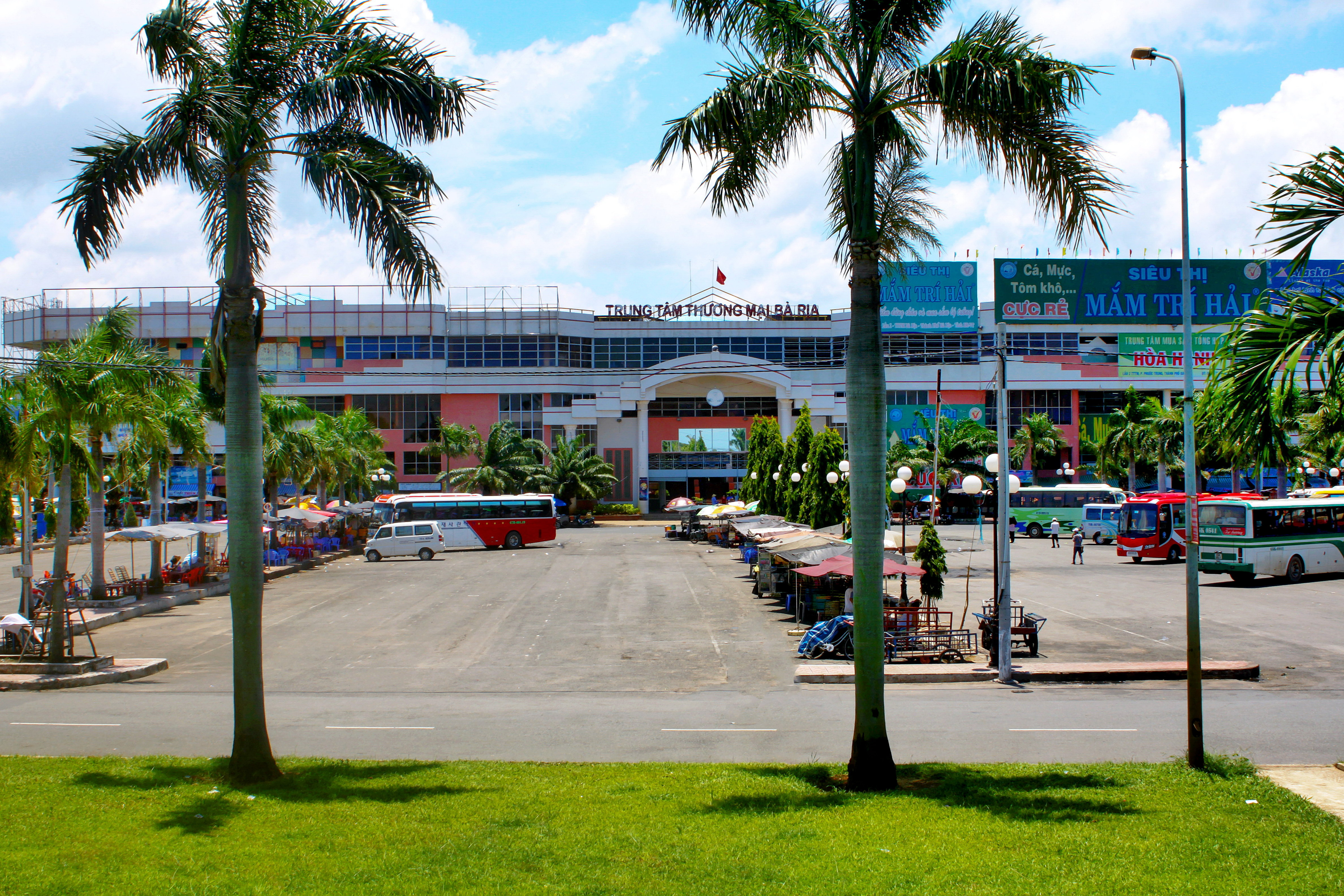
Trung tâm thương mại Bà Rịa

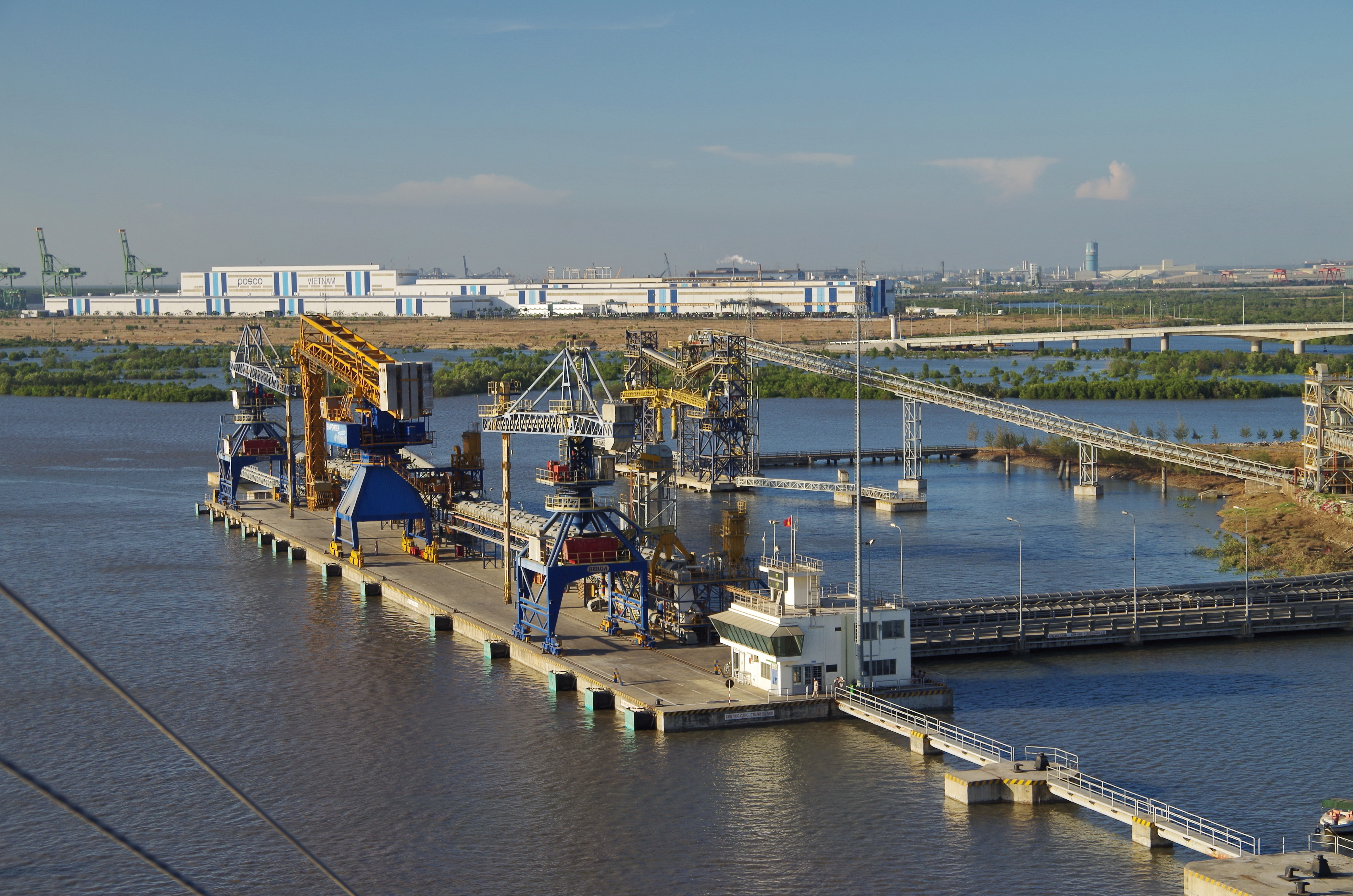
Bến cảng tại Phú Mỹ

Năm 2018, Bà Rịa – Vũng Tàu là đơn vị hành chính Việt Nam đông thứ 38 về số dân, xếp thứ bảy về Tổng sản phẩm trên địa bàn (GRDP), xếp thứ ba về GRDP bình quân đầu người, đứng thứ 47 về tốc độ tăng trưởng GRDP. Với 1.112.900 người dân, GRDP đạt 149.574 tỷ đồng (tương ứng với 6,4961 tỷ USD), GRDP bình quân đầu người đạt 134,4 triệu đồng (tương ứng với 5.837 USD), tốc độ tăng trưởng GRDP đạt 7,20%, không tính về ngành dầu khí theo quy định của Tổng cục Thống kê (Việt Nam).
Bà Rịa – Vũng Tàu thuộc vùng kinh tế trọng điểm phía Nam. Hoạt động kinh tế của tỉnh trước hết phải nói về tiềm năng dầu khí. Trên thềm lục địa Đông Nam Bộ, tỉ lệ các mũi khoan thăm dò, tìm kiếm gặp dầu khí khá cao, tại đây đã phát hiện các mỏ dầu có giá trị thương mại lớn như: Bạch Hổ (lớn nhất Việt Nam), Rồng, Đại Hùng, Rạng Đông. Đương nhiên xuất khẩu dầu đóng góp một phần quan trọng trong GDP của Bà Rịa – Vũng Tàu.
Bà Rịa – Vũng Tàu là nơi hội tụ nhiều tiềm năng để phát triển như: có 93% tổng trữ lượng dầu mỏ và 16% tổng trữ lượng khí thiên nhiên của cả nước, được nhà nước tập trung đầu tư xây dựng hệ thống cảng biển quốc gia và quốc tế hiện đại, nằm trong vùng trọng điểm của Chương trình du lịch quốc gia.
Ngoài lĩnh vực khai thác dầu khí, Bà Rịa – Vũng Tàu còn là một trong những trung tâm năng lượng, công nghiệp nặng, du lịch, cảng biển của cả nước. Trung tâm điện lực Phú Mỹ và nhà máy điện Bà Rịa chiếm 40% tổng công suất điện năng của cả nước (trên 4.000 MW trên tổng số gần 10.000 MW của cả nước). Công nghiệp nặng có: sản xuất phân đạm (800.000 tấn/năm), sản xuất polyetylen (100.000 tấn/năm), sản xuất clinker, sản xuất thép (hiện tại tỉnh có hàng chục nhà máy lớn đang hoạt động gồm VinaKyoei, Pomina, Thép miền Nam (South Steel), Bluescopes, Thép Việt, Thép Tấm (Flat Steel), Nhà máy thép SMC và Posco Vietnam đang thi công nhà máy thép cán nguội.
- Về lĩnh vực cảng biển, kể từ khi chính phủ có chủ trương di dời các cảng tại nội ô Thành phố Hồ Chí Minh, Bà Rịa – Vũng Tàu trở thành trung tâm cảng biển chính của khu vực Đông Nam Bộ, thuộc nhóm cảng biển số 05 bao gồm: TP. Hồ Chí Minh, Đồng Nai và Bà Rịa – Vũng Tàu. Các cảng lớn tập trung chủ yếu trên sông Thị Vải. Cảng Sài Gòn và nhà máy Ba Son đang di dời và xây dựng cảng biển lớn tại đây. Sông Thị Vải có luồng sâu 15 m đảm bảo các tàu container trên 100.000 tấn đã có thể cập cảng Bà Rịa – Vũng Tàu đi thẳng sang các nước châu Âu, châu Mỹ. Tính đến nay, toàn tỉnh có 24/52 cảng đã đi vào hoạt động, các cảng còn lại đang trong quá trình quy hoạch và xây dựng. Tỉnh Bà Rịa – Vũng Tàu là cửa ngõ giao thương của khu vực miền Nam, và Việt Nam (nằm gần đường hàng hải quốc tế và là tỉnh có nhiều cảng biển nhất Việt Nam).
- Về lĩnh vực du lịch, tỉnh Bà Rịa – Vũng Tàu là một trong những trung tâm du lịch hàng đầu của cả nước. Nổi tiếng đẹp nhất thành phố Vũng Tàu là bãi biển Thuỳ Vân hay còn gọi là Bãi Sau nằm ở đường Thuỳ Vân. Dọc bờ biển Long Hải, Xuyên Mộc có nhiều bãi biển đẹp và khu du lịch lớn: Hồ Tràm MGM, Vietso resort... Các khu du lịch có khu du lịch Biển Đông, khu du lịch Nghinh Phong... Các khách sạn có khách sạn Pullman, khách sạn Imperial, khách sạn Thuỳ Vân, khách sạn Sammy, khách sạn Intourco Resort, khách sạn DIC...

Tính đến nay trên địa bàn tỉnh đang có 301 dự án FDI với tổng vốn đăng ký 27 tỷ USD và 450 dự án đầu tư trong nước với tổng vốn đăng ký hơn 244.000 tỷ đồng.
- GDP bình quân đầu người năm 2010 không tính dầu thô và khí đốt ước đạt 5.872 đô la Mỹ (tăng 2,28 lần so với năm 2005)[19].
- Tổng giá trị GRDP đứng thứ 3 cả nước, sau TP. Hồ Chí Minh, Hà Nội.
- Trong những năm gần đây, tỉnh luôn đứng trong tốp những địa phương thu hút nhiều vốn đầu tư nước ngoài nhất tại Việt Nam. Nằm ở vị trí thứ 3 về việc đóng góp ngân sách nhà nước, sau TP. Hồ Chí Minh, Hà Nội.
- Cơ cấu kinh tế Bà Rịa – Vũng Tàu (năm 2012): công nghiệp – xây dựng 69,7%; dịch vụ 24,5% và nông lâm ngư nghiệp 5,8%.
- Tỉnh đã phê duyệt Quy hoạch phát triển nhân lực giai đoạn 2011–2020. Tỷ lệ lao động qua đào tạo đạt 61%, cao hơn tỷ lệ của cả nước là 46%. Tỷ lệ hộ nghèo theo chuẩn quốc gia ước đạt 1,7%, thấp hơn nhiều so với cả nước. 100% xã, huyện đạt phổ cập trung học cơ sở, phổ cập tiểu học đúng độ tuổi. Tỷ lệ huy động số cháu đi mẫu giáo trong độ tuổi đạt 87,7% và tỉnh đang phấn đấu hoàn thành phổ cập mầm non cho trẻ 5 tuổi vào cuối năm 2013. Tỷ lệ dân số nông thôn được dùng nước sạch đạt 96%. 93% gia đình đạt chuẩn văn hóa.
- Phấn đấu đến năm 2015, trở thành tỉnh công nghiệp và cảng biển, đạt tốc độ tăng trưởng GDP bình quân 14%/năm, kể cả dầu khí bình quân 10,8%/năm. GDP bình quân đầu người đạt 11.500 USD, kể cả dầu khí đạt 15.000 USD [19]. Về cơ cấu kinh tế, công nghiệp xây dựng 62%, dịch vụ 35%, nông nghiệp 3%. Giảm tỷ lệ hộ nghèo theo chuẩn tỉnh từ 21,69% xuống dưới 2,35% (theo chuẩn mới), cơ bản không còn hộ nghèo theo chuẩn quốc gia. Mức hưởng thụ văn hóa đạt 42 lần/người/năm; 92% gia đình đạt chuẩn gia đình văn hóa; 92% thôn, ấp đạt chuẩn văn hóa; 99% dân số nông thôn được sử dụng điện và nước hợp vệ sinh.
- Định hướng đến năm 2020 trở thành thành phố cảng, đô thị cảng lớn nhất cả nước cùng với Hải Phòng, trung tâm logistics và công nghiệp hỗ trợ, trung tâm công nghiệp quan trọng của cả nước. Theo đó, GDP bình quân đầu người dự báo đạt 27.000 USD/người/năm (tương đương thu nhập của các nước phát triển).

Năm 2019, tỉnh có tăng trưởng kinh tế khá, GRDP (trừ dầu khí) đạt 7,65%. Ngành công nghiệp đóng góp chủ yếu, sản xuất công nghiệp tăng 9,12%. Khai thác khoáng sản và chế biến tăng 9,8–9,9%. Dịch vụ cảng và logistics tăng 4,8%. Du lịch phát triển tốt, doanh thu lưu trú tăng 17,85%, khách nước ngoài tăng 17,92%. Bán lẻ tăng 13,98%, xuất khẩu (trừ dầu khí) tăng 14,02%. Nông nghiệp tăng 3,45%, ngư nghiệp tăng 4,21%...

### Khu công nghiệp
Tỉnh Bà Rịa – Vũng Tàu hiện có các Khu Công nghiệp sau
| - KCN Long Sơn - KCN Hòa Long - KCN Sonadezi Châu Đức - KCN Phú Mỹ III - KCN Đá Bạc - KCN Phú Mỹ I - KCN Đông Xuyên - KCN Mỹ Xuân A - KCN Mỹ Xuân A2 | - KCN Mỹ Xuân B1 – CONAC - KCN Cái Mép - KCN Phú Mỹ II - KCN Mỹ Xuân B1 – Tiến Hùng - KCN Mỹ Xuân B1 – Đại Dương - KCN Long Hương - KCN Đất Đỏ 1 - Tổ hợp lọc hóa dầu Long Sơn |

Ngoài ra, tỉnh đã quy hoạch 29 cụm công nghiệp tại các huyện, thành phố trong tỉnh và đang quy hoạch thêm các khu công nghiệp ở huyện Long Đất.

## Xã hội

### Giáo dục

Trường Đại học Bà Rịa – Vũng Tàu

Giáo dục phổ thông. Tính đến thời điểm ngày 8 tháng 9 năm 2015, trên địa bàn toàn tỉnh có 505 trường học ở cấp phổ thông trong đó có trung học phổ thông có 31 trường, trung học cơ sở có 92 trường, tiểu học có 184 trường, bên cạnh đó còn có 198 trường mẫu giáo. Hệ thống trường học này đã góp phần giảm thiểu nạn mù chữ trong địa bàn tỉnh.
Giáo dục bậc đại học. Hiện nay trên địa bàn tỉnh có một trường đại học (ngoài công lập) là Trường Đại học Bà Rịa – Vũng Tàu, được thành lập vào năm 2006 theo quyết định của Thủ tướng Chính phủ, đào tạo đa ngành. Năm 2019, Trường có tên trong bảng xếp hạng đại học thế giới Hiện nay Trường đào tạo 05 ngành trình độ thạc sĩ (Quản trị Kinh doanh, Lý luận và phương pháp dạy học bộ môn tiếng Anh, Đông phương học, Công nghệ thông tin, Kỹ thuật hóa học) 48 ngành/chuyên ngành trình độ đại học (trong đó có các ngành: Marketing, Tài chính – Ngân hàng, Kinh doanh quốc tế, Quản lý công nghiệp, Kế toán, Logistics và Quản lý chuỗi cung ứng, Quản lý vận tải, Luật, Luật kinh tế, Đông phương học, Ngôn ngữ Trung Quốc, Ngôn ngữ Anh, Tâm lý học, Quan hệ công chúng, Công nghệ thông tin, Công nghệ kỹ thuật điện, điện tử, Công nghệ kỹ thuật công trình xây dựng, Công nghệ kỹ thuật cơ khí, Công nghệ kỹ thuật ô tô, Công nghệ kỹ thuật hóa học, Công nghệ thực phẩm, Công nghệ sinh học, Thú y, Nông nghiệp, Quản trị dịch vụ du lịch và Lữ hành, Quản trị khách sạn, Quản trị nhà hàng và dịch vụ ăn uống, Điều dưỡng).

### Y tế
Theo thống kê về y tế năm 2011, trên địa bàn toàn tỉnh Bà Rịa – Vũng Tàu có 98 cơ sở khám chữa bệnh trực thuộc Sở Y tế. Trong đó có 10 bệnh viện, 6 phòng khám đa khoa khu vực và 82 trạm y tế phường xã, với 1.445 giường bệnh và 480 bác sĩ, 363 y sĩ, 644 y tá và khoảng 261 nữ hộ sinh.

## Dân số
Tính đến ngày 1 tháng 4 năm 2019, dân số toàn tỉnh đạt 1.148.313 người, mật độ dân số đạt 556 người/km². Dân số nam đạt 576.228 người và dân số nữ chỉ đạt 572.085 người. Tỷ lệ tăng tự nhiên dân số phân theo địa phương tăng 1‰. 62% dân số sống ở đô thị và 38% dân số sống ở nông thôn.
Thành phần tôn giáo tại Bà Rịa-Vũng Tàu trong năm 2019
Theo thống kê của Tổng cục Thống kê Việt Nam, tính đến ngày 1 tháng 4 năm 2009, trên địa bàn toàn tỉnh có 28 dân tộc và người nước ngoài cùng sinh sống. Trong đó, người Kinh đông nhất với 972.095 người, tiếp sau đó là người Hoa có 10.042 người, đông thứ ba là người Chơ Ro với 7.632 người, người Khơ Me có 2.878 người, người Tày có 1.352 người, cùng một số dân tộc ít người khác như người Nùng có 993 người, người Mường có 693 người, người Thái có 230 người, ít nhất là các dân tộc như người Xơ Đăng, người Hà Nhì, người Chu Ru, người Cờ Lao, mỗi dân tộc chỉ có một người, người nước ngoài thì có 59 người.
Tính đến ngày 1 tháng 4 năm 2019, toàn tỉnh Bà Rịa – Vũng Tàu có 13 tôn giáo khác nhau, nhiều nhất là Công giáo có 270.996 người, Phật giáo có 220.336 người, Đạo Cao Đài có 23.600 người, các tôn giáo khác như Tin Lành có 4.077 người, Bửu Sơn Kỳ Hương có 1.424 người, Tịnh độ cư sĩ Phật hội Việt Nam có 1.168 người, Phật giáo hòa hảo có 468 người, Hồi giáo 169 người, Minh Sư Đạo có 12 người, Bahá'í có 5 người, Đạo Tứ Ân Hiếu Nghĩa có 4 người, Bà-la-môn có 3 người, còn lại là Minh Lý Đạo có 2 người.

## Văn hóa
Điều đặc biệt nhất của tỉnh là Bà Rịa – Vũng Tàu có 10 đền thờ cá voi, nhiều nhất ở miền Nam. Đương nhiên lễ hội Nghinh Ông, hay Tết của biển, là một sự kiện quan trọng trong đời sống văn hóa và tâm linh của dân chài nơi đây.
Tỉnh có ngày lễ Dinh Cô (Long Hải) từ 10/2 đến 12/2 âm lịch để thờ cúng Mẫu – Nữ thần và kết hợp cúng thần biển.
Bên cạnh đó vào ngày giỗ ông Trần 20 tháng 2 (âm lịch) và tết trùng cửu 9 tháng 9 (âm lịch) tại Nhà Lớn Long Sơn có tổ chức lễ hội long trọng thu hút hàng chục ngàn người từ các nơi về tham dự.

## Du lịch
Vũng Tàu: thành phố du lịch biển và là trung tâm của hoạt động khai thác dầu mỏ phía Nam, đã từng là trung tâm hành chính của tỉnh. Toàn tỉnh hiện có 1.360 cơ sở lưu trú, cung cấp tổng cộng 22.533 phòng, trong đó có 76 khách sạn được xếp hạng từ 1 đến 5 sao với 8.442 phòng. Tính đến cuối tháng 10 năm 2024, toàn tỉnh đã đón hơn 14,4 triệu lượt du khách, chiếm 92,76% mục tiêu năm, tăng 20% so với cùng kỳ năm trước. Tổng số khách lưu trú đạt 4.475.045 lượt, tương đương 93,37% kế hoạch năm, tăng 16,99% so với cùng kỳ. Doanh thu từ hoạt động du lịch ước đạt 15.397 tỷ đồng, đạt 93,37% kế hoạch năm, tăng 21% so với cùng kỳ. Trong đó, doanh thu từ các cơ sở lưu trú ước khoảng 5.505 tỷ đồng, đạt 94,09% kế hoạch năm, tăng 18,48% so với cùng kỳ năm trước.

## Giao thông
- Đường bộ: Tỉnh có hệ thống giao thông khá hoàn chỉnh nối các huyện thị với nhau. Quốc lộ 51A (8 làn xe) chạy qua tỉnh dài gần 50 km. Trong những năm tới sẽ có đường cao tốc Biên Hòa – Vũng Tàu quy mô 6 làn xe song song với quốc lộ 51A, đường vành đai 4 quy mô 6-8 làn xe kết nối vào cao tốc Biên Hòa - Vũng Tàu tại khu vực thị xã Phú Mỹ, quốc lộ 56 từ Long Khánh đi Bà Rịa, quốc lộ 55A từ Hàm Tân đi Bà Rịa.
- Đường sông: Hệ thống các cảng biển như nêu trên. Từ Vũng Tàu có thể đến Thành phố Hồ Chí Minh bằng tàu cánh ngầm đến bến Bạch Đằng thuộc Quận 1 hoặc bằng phà biển kết nối đến huyện Cần Giờ.
- Hàng không: Tỉnh hiện có 2 sân bay đang hoạt động gồm một sân bay chuyên dùng là Sân bay Vũng Tàu tại trung tâm thành phố Vũng Tàu chủ yếu phục vụ cho máy bay trực thăng thăm dò khai thác dầu khí, cùng một sân bay lưỡng dụng là Sân bay Cỏ Ống tại huyện đảo Côn Đảo. Tỉnh cũng đang triển khai kế hoạch di dời sân bay Vũng Tàu sang đảo Gò Găng thuộc ngoại thành Vũng Tàu và xây dựng Sân bay Gò Găng thành sân bay lưỡng dụng vừa phục vụ hàng không dân dụng kết hợp với phục vụ hoạt động bay thăm dò và khai thác dầu khí, vừa phục vụ nhiệm vụ quốc phòng an ninh. Trong tương lai, Sân bay Quốc tế Long Thành được xây dựng cách Vũng Tàu 70 km, ranh giới tỉnh khoảng 20 km.
- Đường sắt: Hiện tại chưa có đường sắt đến tỉnh. Theo quy hoạch đến năm 2015 của ngành đường sắt, một đường sắt đôi cao tốc khổ rộng 1,435 m sẽ được xây dựng nối TP. HCM và Vũng Tàu, tốc độ thiết kế: trên 300 km/h nhưng hiện chưa có bất kỳ thông tin về việc triển khai.

### Xe buýt
- 04: Bình Châu – Phước Bửu – Đất Đỏ – Long Điền – Bà Rịa – Vũng Tàu.
- 08: Bình Châu – La Gi (Bình Thuận).
- 15: Dầu Giây – Long Khánh – Sông Ray – Bàu Lâm – Xuyên Mộc – Hòa Hiệp.
- 22: Long Khánh – Ngãi Giao – Bà Rịa – Vũng Tàu.
- 606: Xuân Trường – Ông Đồn – Sông Ray – Bàu Lâm – Hòa Bình – Ngãi Giao – Bà Rịa – Long Hải.
- 611: Ngã Tư Vũng Tàu (Biên Hòa) – Long Thành – Phú Mỹ – Bà Rịa – Vũng Tàu.
- 15: Bến xe Dầu Giây – Quốc lộ 1A – cây xăng ngã 3 Dầu Giây – Đường Hùng Vương – (TP Long Khánh) – Quốc lộ 1A – Ngã ba Xuân Định – Chợ Bảo Bình – Ngã tư Sông Ray – Chợ Bàu Lâm – Chợ Xuyên Mộc đến xã Hòa Hiệp, huyện Xuyên Mộc và ngược lại.
- 11: Trên Quốc lộ 51 – Trung tâm TM Tân Thành – Ngã ba Mỹ Xuân – Ngã ba 67 – Ngã ba Nhơn Trạch – Thị trấn Long Thành – Bò sữa Long Thành – Ngã ba Thái Lan – Cổng 11 – Bến gỗ – Vòng xoay ngã tư Vũng Tàu – Bến xe ngã tư Vũng Tàu và ngược lại.
- 6: Bến xe khách Vũng Tàu – Nam Kỳ Khởi Nghĩa – Hoàng Hoa Thám – Trần Hưng Đạo – Lê Lợi – Nguyễn An Ninh – Đường 30/4 – Quốc lộ 51 – Trường Chinh – Nguyễn Tất Thành – Bạch Đằng – Phạm Văn Đồng – Trường Chinh – Quốc lộ 51 – Lê Thành Duy – Huỳnh Tịnh Cửa – Bạch Đằng – Nguyễn Thanh Đằng – Cách mạng tháng 8 – Quốc lộ 51 – Phú Mỹ và ngược lại.

## Danh nhân
Các danh nhân có xuất thân hoặc đóng góp cho tỉnh Bà Rịa – Vũng Tàu:

### Tiền hiền, nhà doanh điền
- Nguyễn Thị Rịa (1665–1759): người có công khai hoang lập ấp vùng đất Mô Xoài trước đây.
- Ông Trần (1855–1935): tên thật là Lê Văn Mưu, nghĩa quân chống Pháp, người khai sáng Đạo Ông Trần, tiền hiền xã đảo Long Sơn.
- Phạm Văn Dinh, Lê Văn Lộc, Ngô Văn Huyền: ba vị cai đội thủy quân chống hải tặc thời Gia Long, tiền hiền ba làng Thắng Nhất, Thắng Nhì, Thắng Tam (Vũng Tàu).[30]
- Phạm Duy Trinh: quan Bố chánh tỉnh Biên Hòa dưới triều Minh Mạng, có công khai khẩn ruộng đất, làm thủy lợi vùng Long Điền, Đất Đỏ.[31]

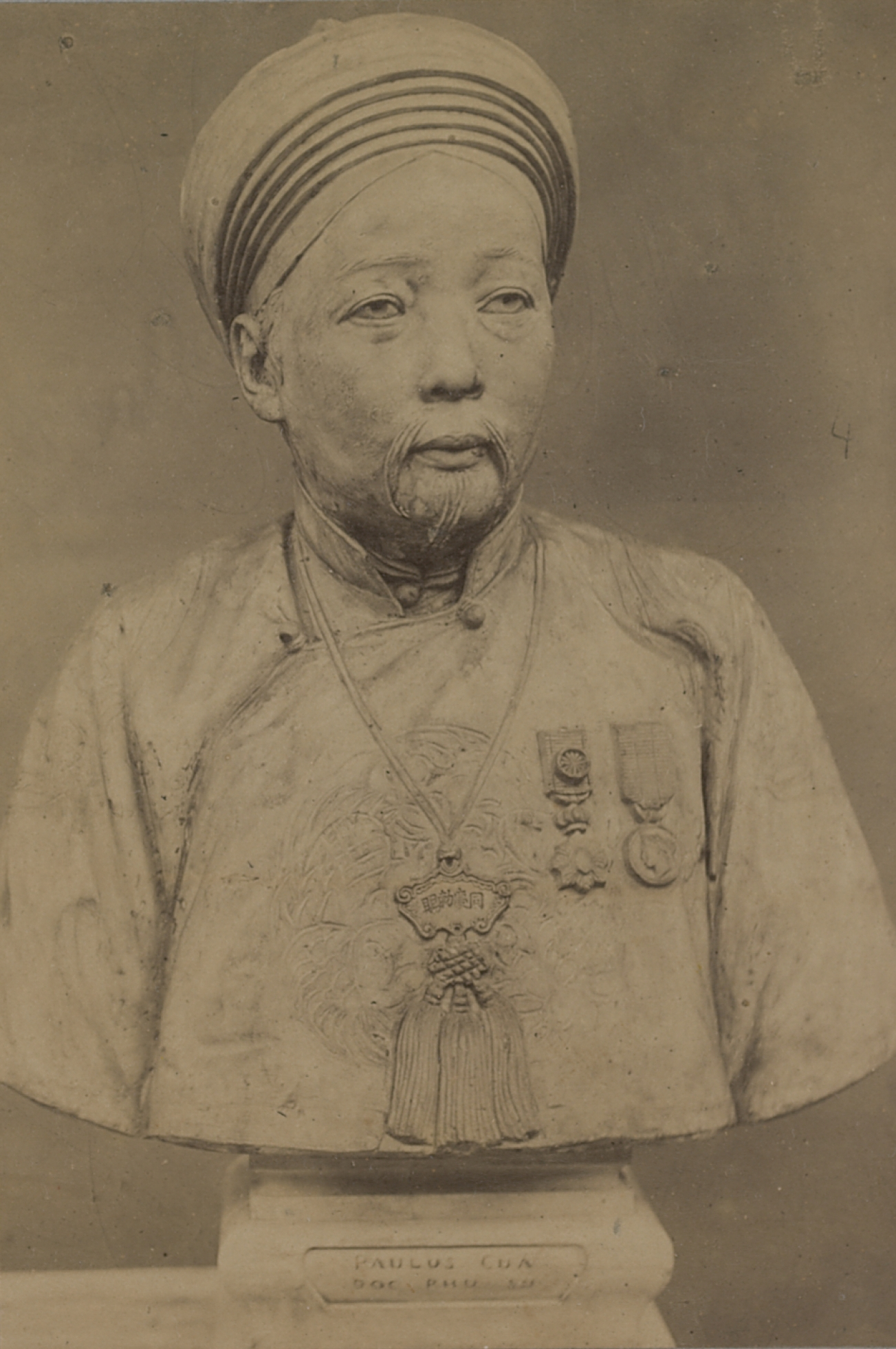
Huỳnh Tịnh Paulus Của, tác giả pho từ điển Đại Nam Quấc Âm Tự Vị

### Tác gia, nhà nghiên cứu, nhà trí thức
- Huỳnh Tịnh Của (1834–1907): nhà văn hóa và ngôn ngữ học, tác giả bộ tự điển Đại Nam Quấc Âm Tự Vị.
- Nguyễn Trọng Quản (1865–1911): nhà văn, nhà giáo, tác giả cuốn tiểu thuyết hiện đại đầu tiên của Việt Nam "Truyện thầy Lazaro Phiền".[32]
- Huỳnh Khương Ninh (1890–1950), nhà giáo ái quốc, sáng lập viên và hiệu trưởng tư thục Huỳnh Khương Ninh ở Đa Kao, Sài Gòn (nay là trường THCS Huỳnh Khương Ninh, Quận 1, Thành phố Hồ Chí Minh).
- Kiều Thanh Quế (1914-1947): tác gia, nhà phê bình văn học.
- Phạm Hữu Chí (1905–1938): bác sĩ, thầy thuốc nhân ái, thường chữa bệnh cho người nghèo.
- Tô Nguyệt Đình (1920–1988): tên thật là Nguyễn Bảo Hóa, biên tập viên, nhà báo đấu tranh giành độc lập.
- Đoàn Trung Còn (1909–1988): cư sĩ, học giả, nhà nghiên cứu Phật học.
- Hoàng Việt (1928–1967): tên thật là Lê Chí Trực, nhạc sĩ, Anh hùng Lực lượng vũ trang nhân dân.

### Chính trị gia
- Dương Bạch Mai (1904–1964): nhà cách mạng, chính trị gia, nhà ngoại giao.
- Hồ Tri Tân (1908–1983): nhà cách mạng, một trong ba sáng lập viên Chi bộ Cộng sản đầu tiên ở tỉnh Bà Rịa.
- Bùi Công Minh, Mạc Thanh Đạm (?-1948): Bí thư và Phó bí thư Quận ủy Long Điền, hy sinh năm 1948. Tên của hai ông được dùng đặt cho núi Minh Đạm (nay thuộc Long Đất).
- Huỳnh Khương An (1922–1941), đảng viên Đảng Cộng sản Pháp, liệt sĩ đấu tranh chống phát xít Đức. Ông cũng là con út của nhà giáo Huỳnh Khương Ninh.

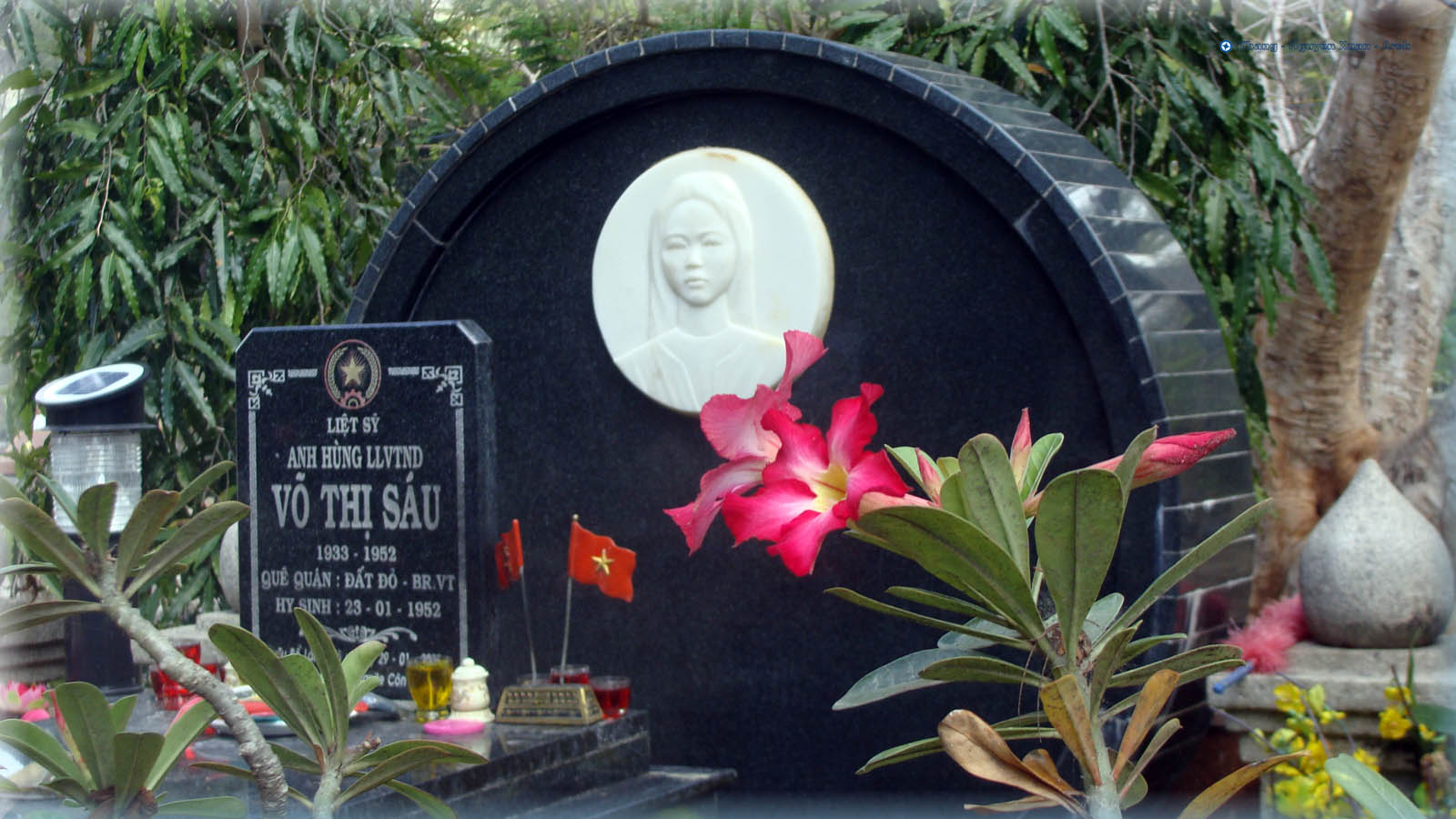
Mộ liệt sĩ Võ Thị Sáu tại Côn Đảo

### Nhân vật quân sự, liệt sĩ
- Lê Văn Tỵ (1904–1964): Thống tướng đầu tiên và duy nhất của Quân lực Việt Nam Cộng Hòa.
- Nguyễn Văn Tàu (sinh năm 1928): bí danh Tư Cang, đại tá tình báo Quân đội Nhân dân Việt Nam.
- Võ Thị Sáu (1933–1952): liệt sĩ chống Pháp, Anh hùng Lực lượng vũ trang nhân dân.
- Lê Thành Duy (1922–1946): thành viên Quốc gia Tự vệ Cuộc (tiền thân của Công an), liệt sĩ chống Pháp, Anh hùng Lực lượng vũ trang nhân dân.
- Nguyễn Thanh Đằng (1945–1971): liệt sĩ kháng Mỹ, Anh hùng Lực lượng vũ trang nhân dân.
- Cao Văn Ngọc (1897-1961): tù nhân Côn Đảo, Anh hùng Lực lượng vũ trang nhân dân, được mệnh danh là "Ông già Chuồng Cọp".

### Khác
- Tôma Nguyễn Văn Trâm (sinh năm 1945), Giám mục tiên khởi của Giáo phận Bà Rịa.
- Lý Nhã Kỳ (sinh năm 1982): tên thật là Trần Thị Thanh Nhàn, diễn viên, doanh nhân.
- Trúc Nhân (sinh năm 1991): tên thật là Nguyễn Trúc Nhân, ca sĩ.

## Kết nghĩa
Tỉnh Bà Rịa – Vũng Tàu đã xây dựng mối quan hệ hợp tác về nhiều mặt với nhiều tỉnh thành trong cả nước và quốc tế. Tính đến đầu năm 2025, tỉnh đã ký xác lập quan hệ đối tác kết nghĩa với các địa phương sau đây:
| Thành phố/Vùng                 | Ngày xác lập quan hệ |
| ------------------------------ | -------------------- |
| Tỉnh Quảng Ninh, Việt Nam      | 1/5/1960             |
| Tỉnh Nam Jeolla, Hàn Quốc      | 12/5/1997            |
| Tỉnh Rostov, Nga               | 28/2/2000            |
| Tỉnh Sverdlovsk, Nga           | 9/9/2000             |
| Thành phố Goyang, Hàn Quốc     | 31/7/2003            |
| Thành phố Ansan, Hàn Quốc      | 17/8/2004            |
| Lãnh thổ Bắc Úc, Úc            | 19/9/2007            |
| Tỉnh Nova Scotia, Canada       | 30/9/2009            |
| Thành phố Pohang, Hàn Quốc     | 9/3/2010             |
| Khu tự trị Nenets, Nga         | 31/10/2010           |
| Thành phố Kawasaki, Nhật Bản   | 15/9/2012            |
| Thành phố Padang, Indonesia    | 31/5/2016            |
| Thành phố Siem Reap, Campuchia | 23/12/2022           |

## Hình ảnh

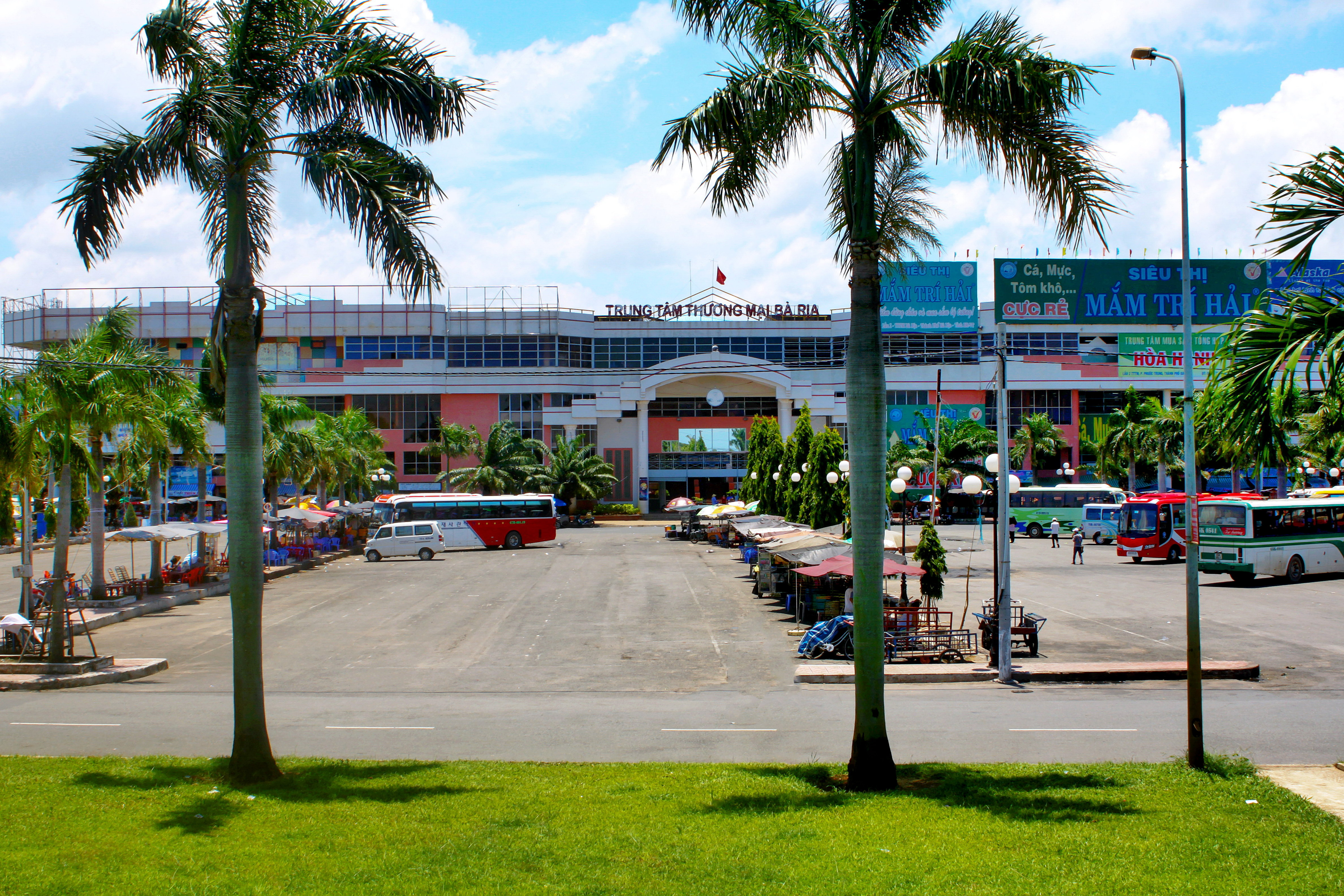
Trung tâm thương mại thành phố Bà Rịa
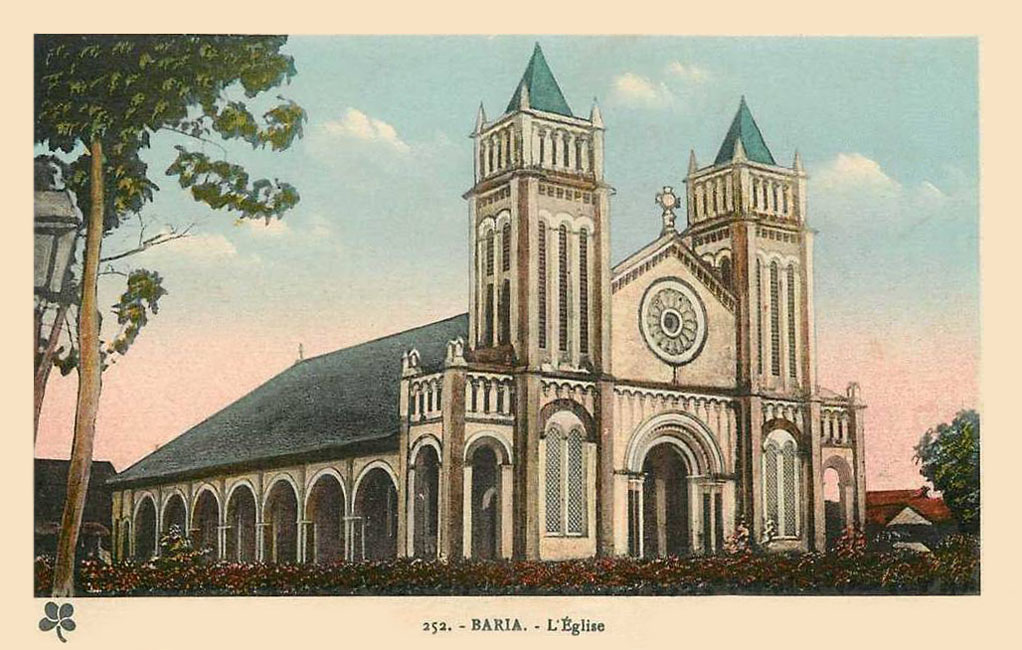
Nhà thờ chính tòa Giáo phận Bà Rịa cũ
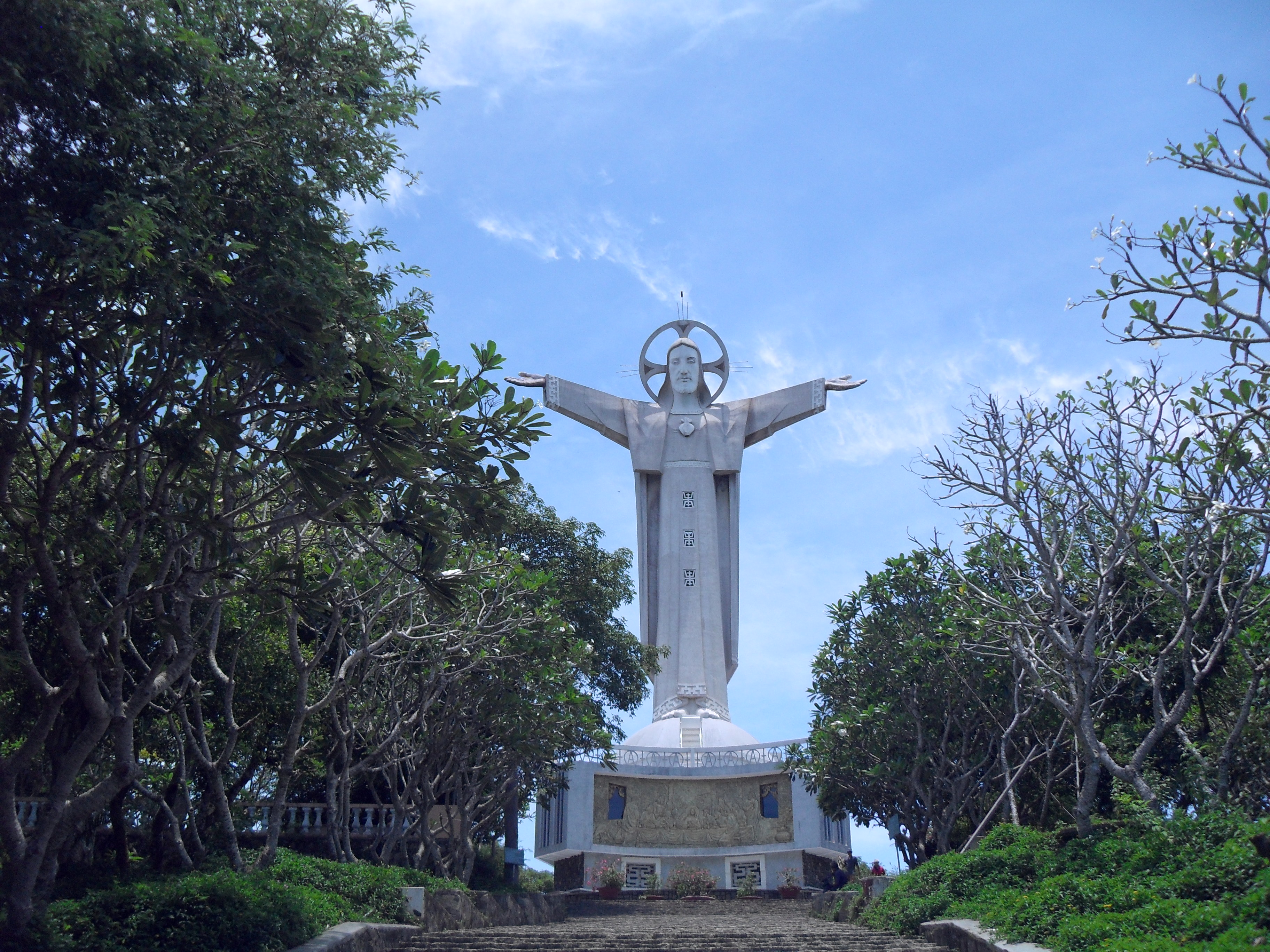
Tượng Chúa Ki Tô trên đỉnh Núi Nhỏ, Vũng Tàu
Tượng Đức Mẹ ở Bãi Dâu, Vũng Tàu
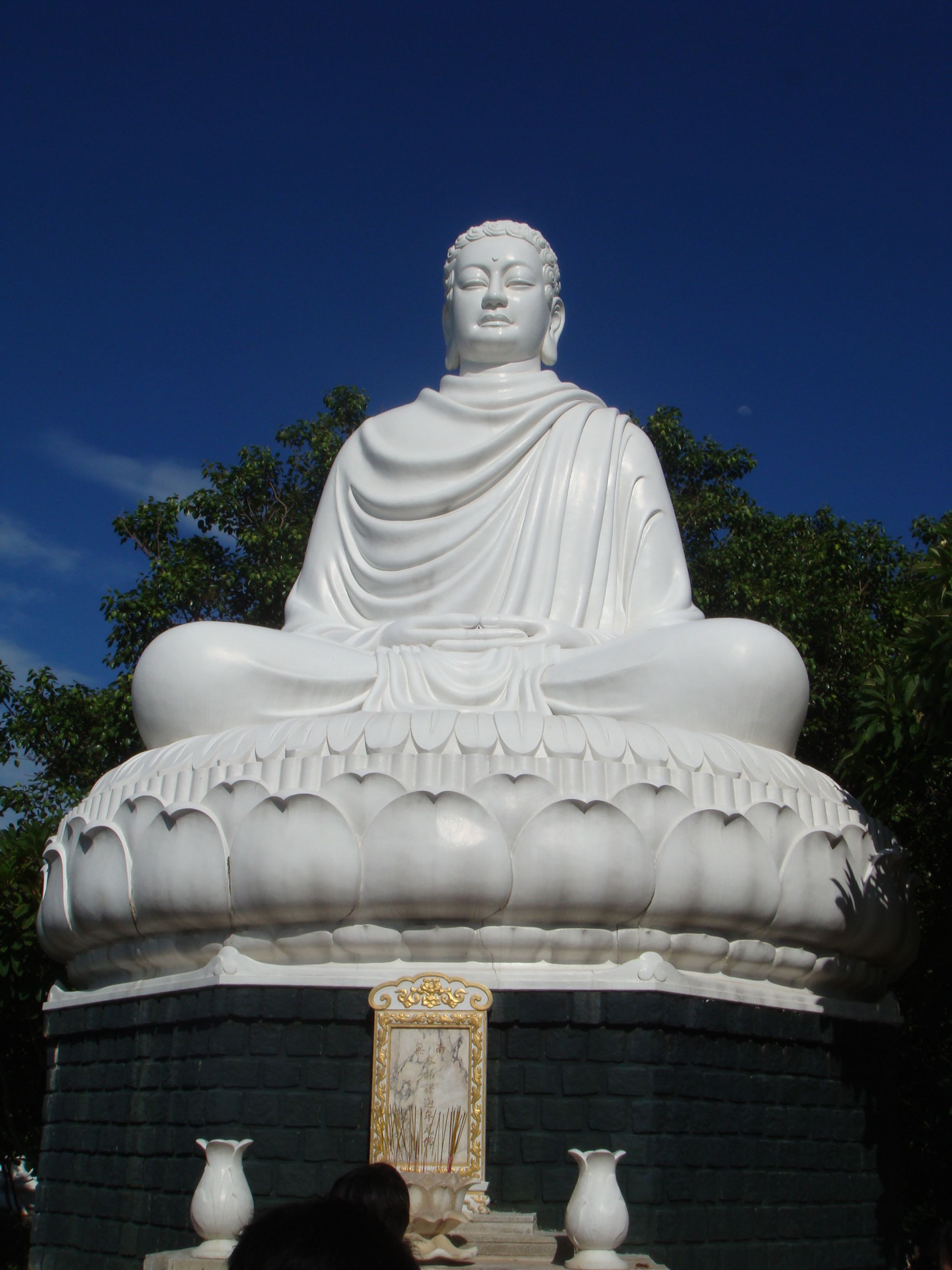
Tượng Phật Thích Ca ở Núi Lớn, Vũng Tàu
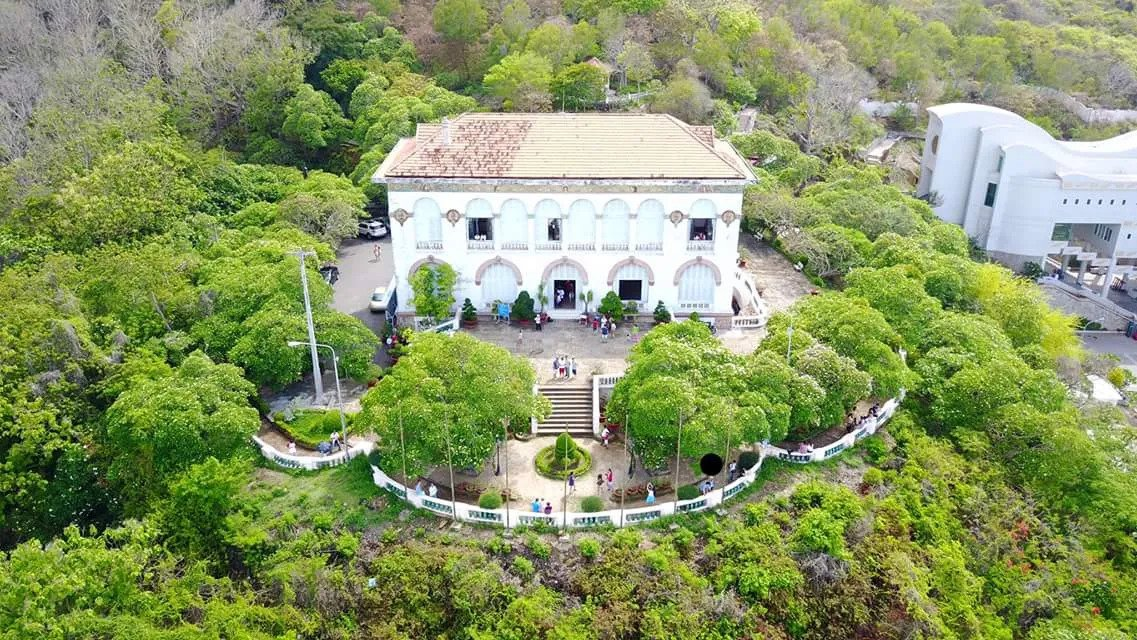
Bạch Dinh, Vũng Tàu
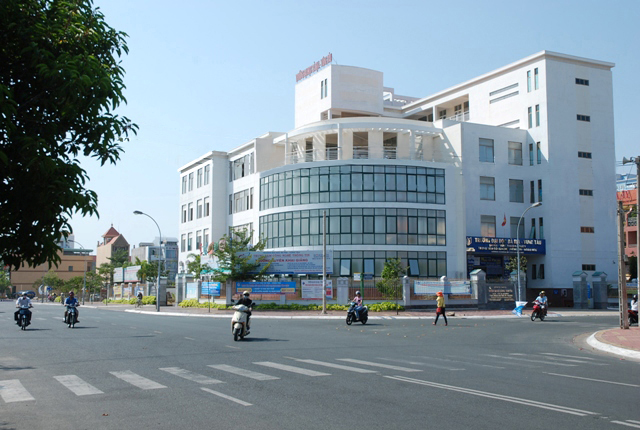
Đại học Bà Rịa - Vũng Tàu, cơ sở 2
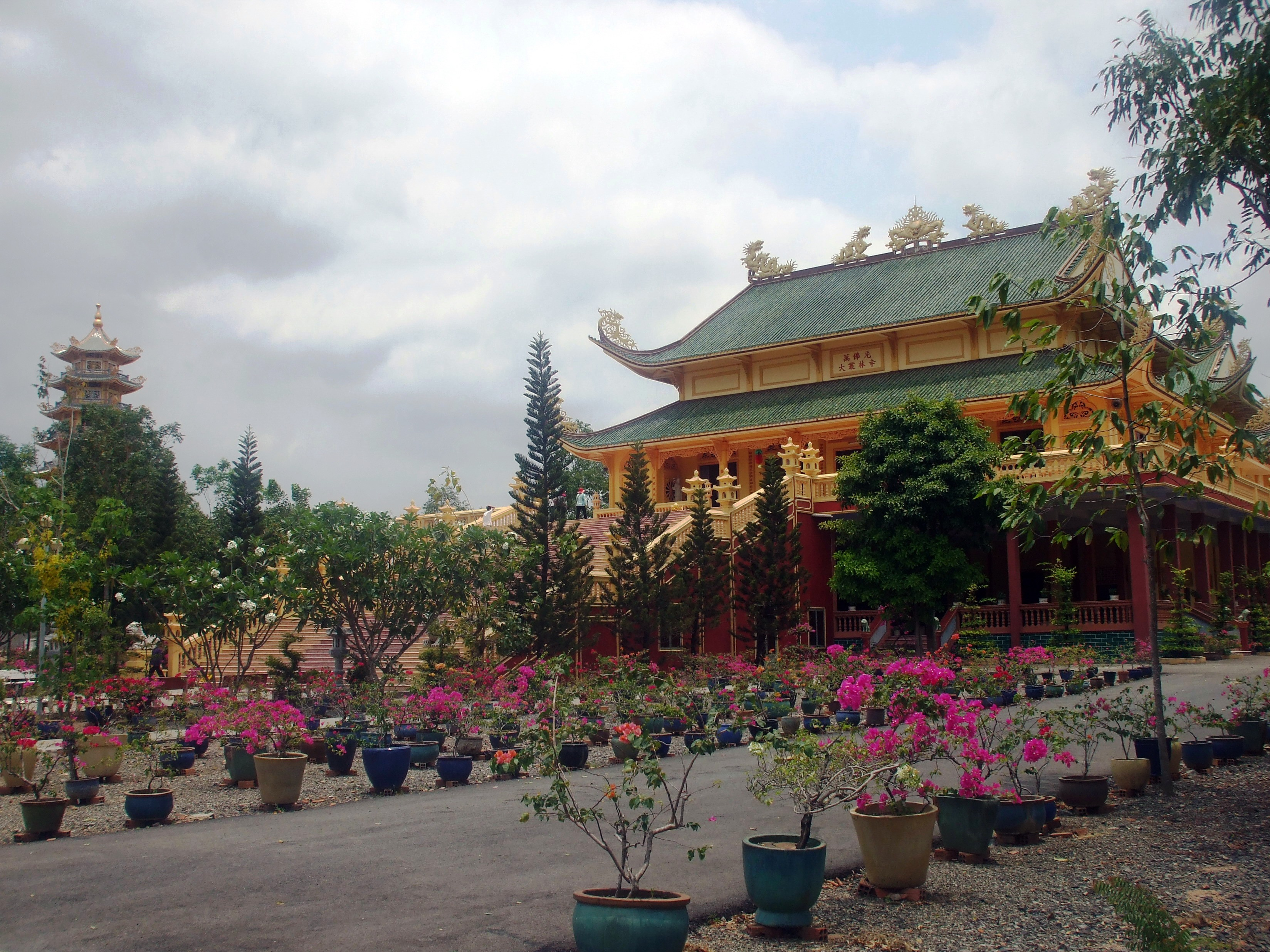
Chùa Đại Tòng Lâm ở thành phố Phú Mỹ
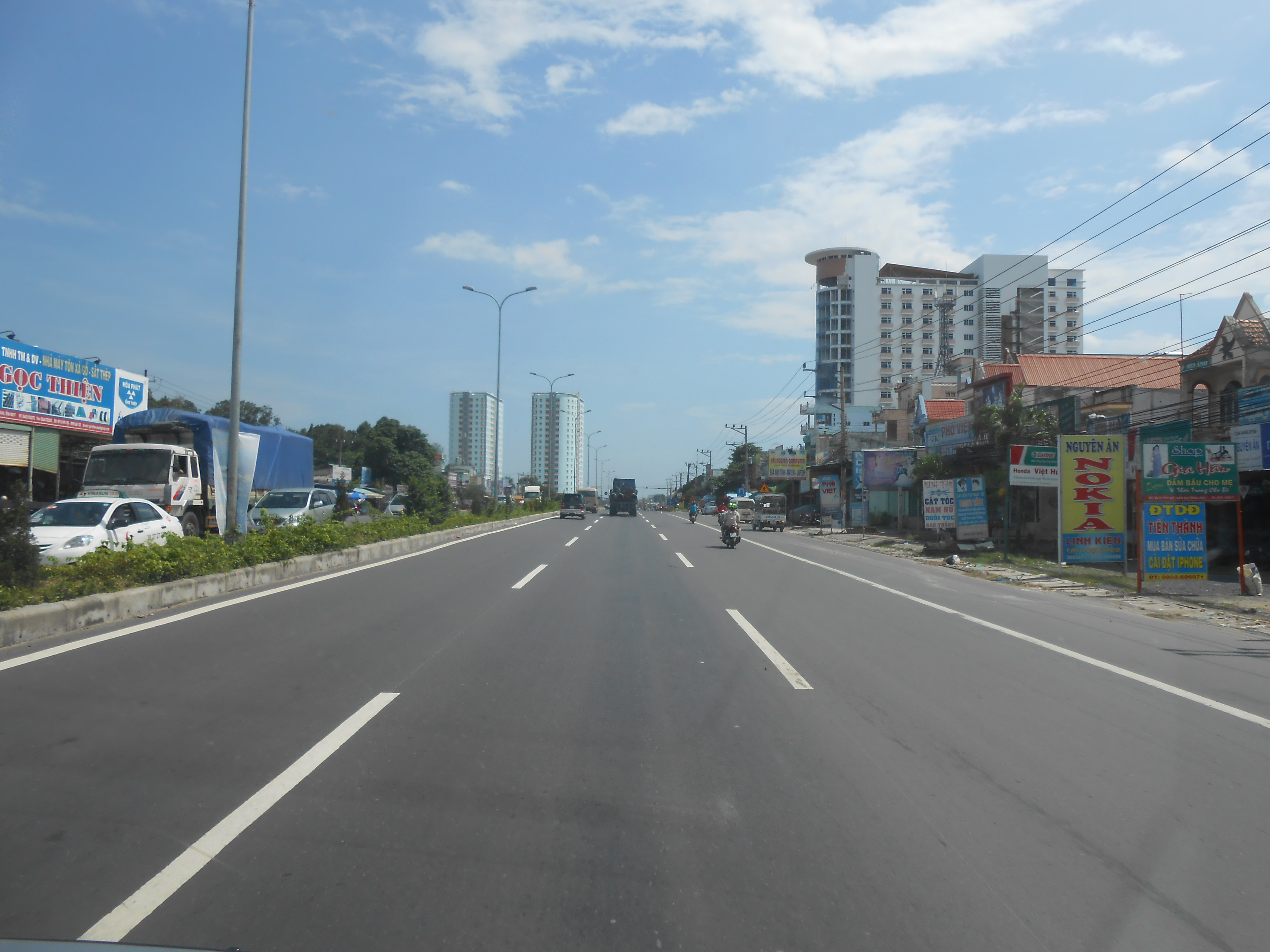
Trung tâm Thành phố Phú Mỹ
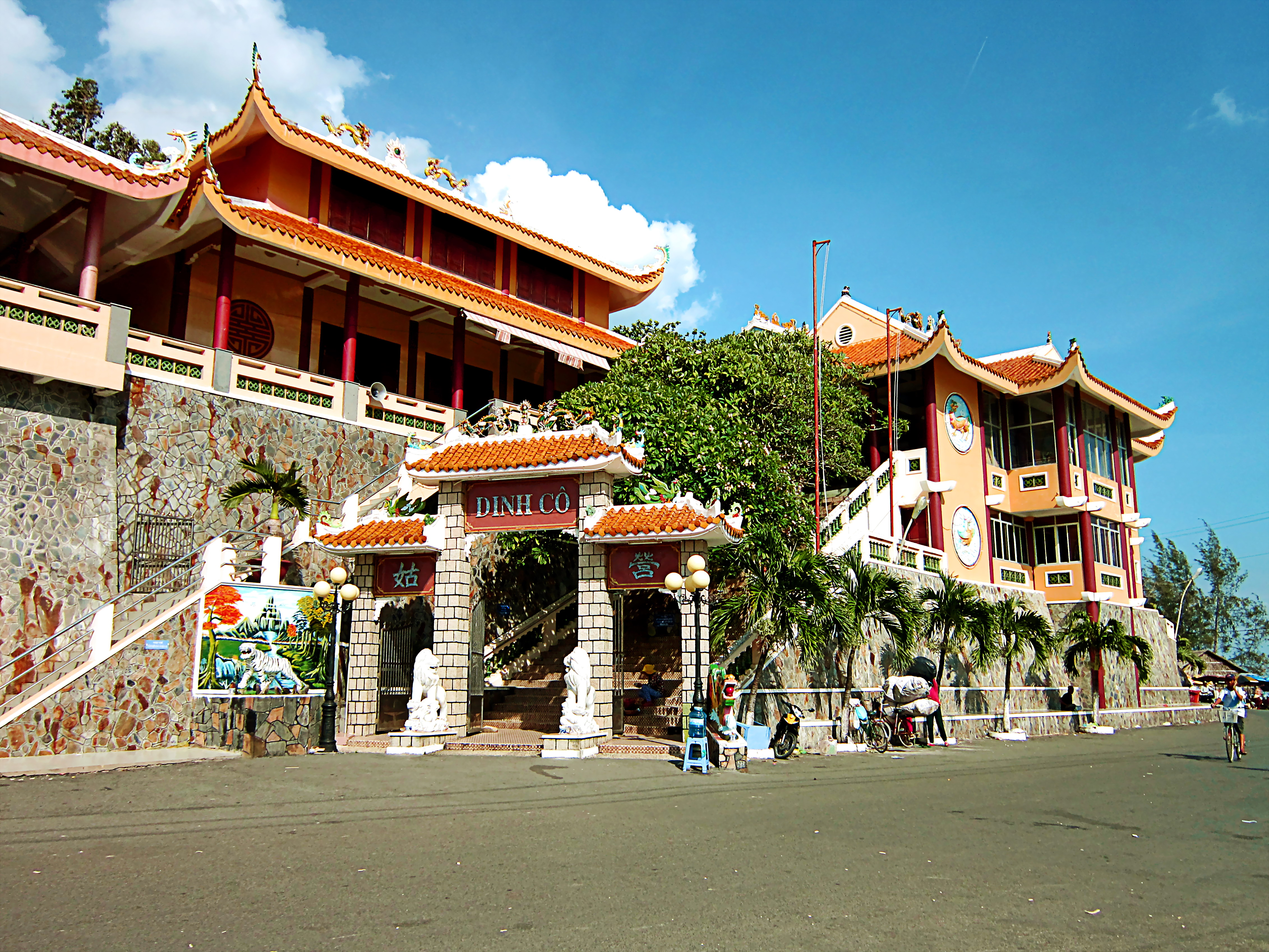
Dinh Cô (Long Hải)
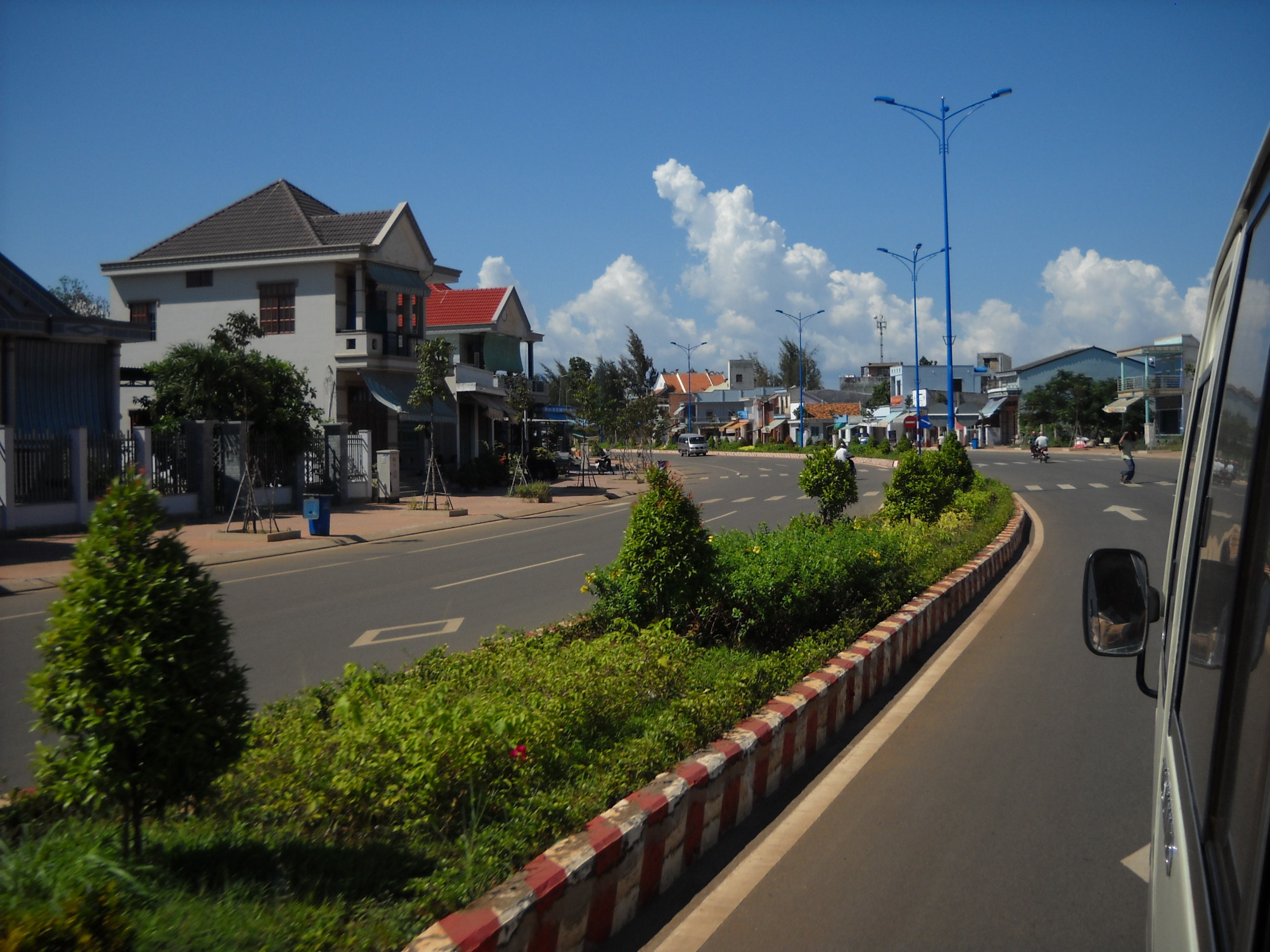
Thị trấn Đất Đỏ
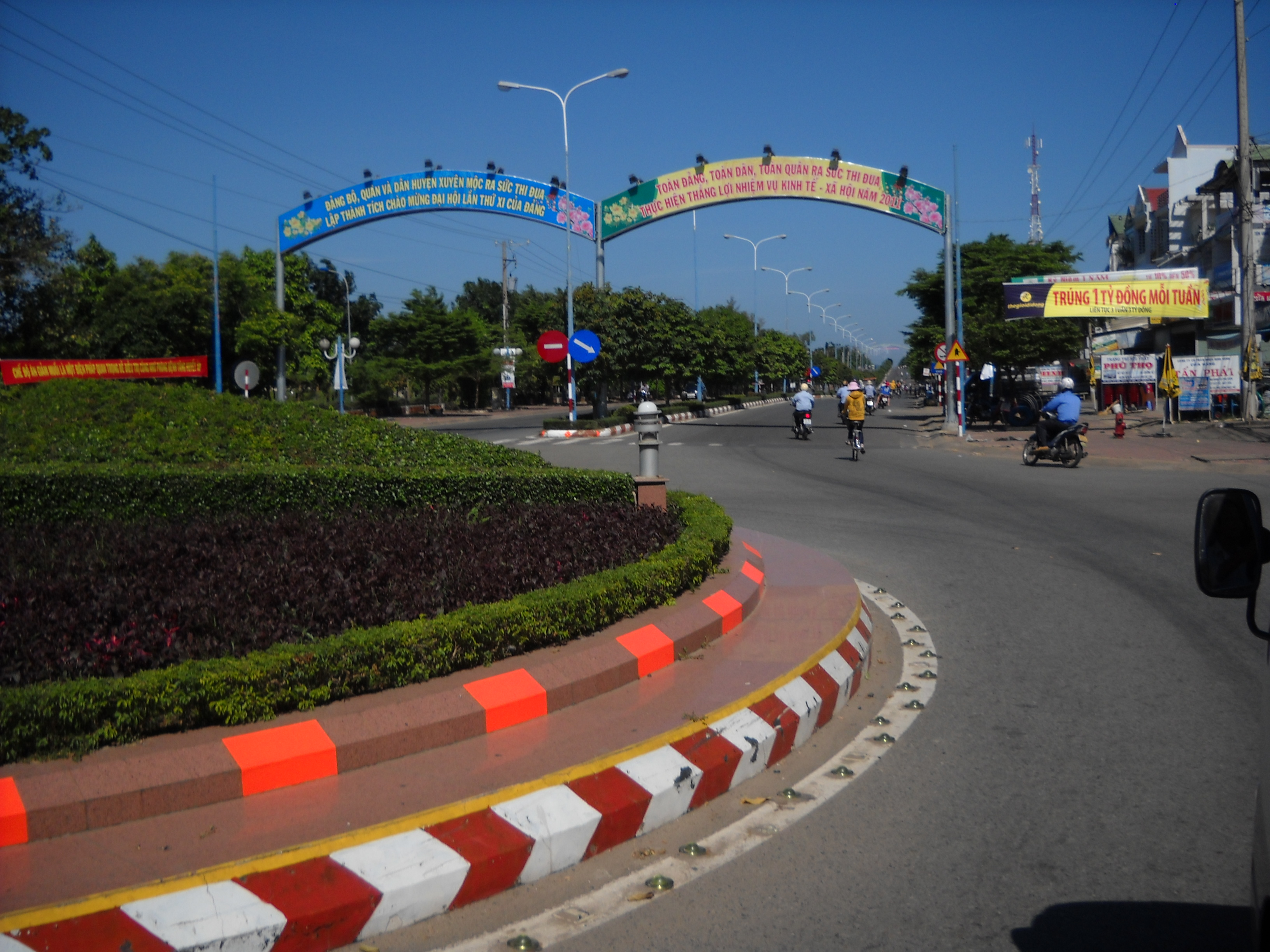
Thị trấn Phước Bửu Huyện lỵ Xuyên Mộc
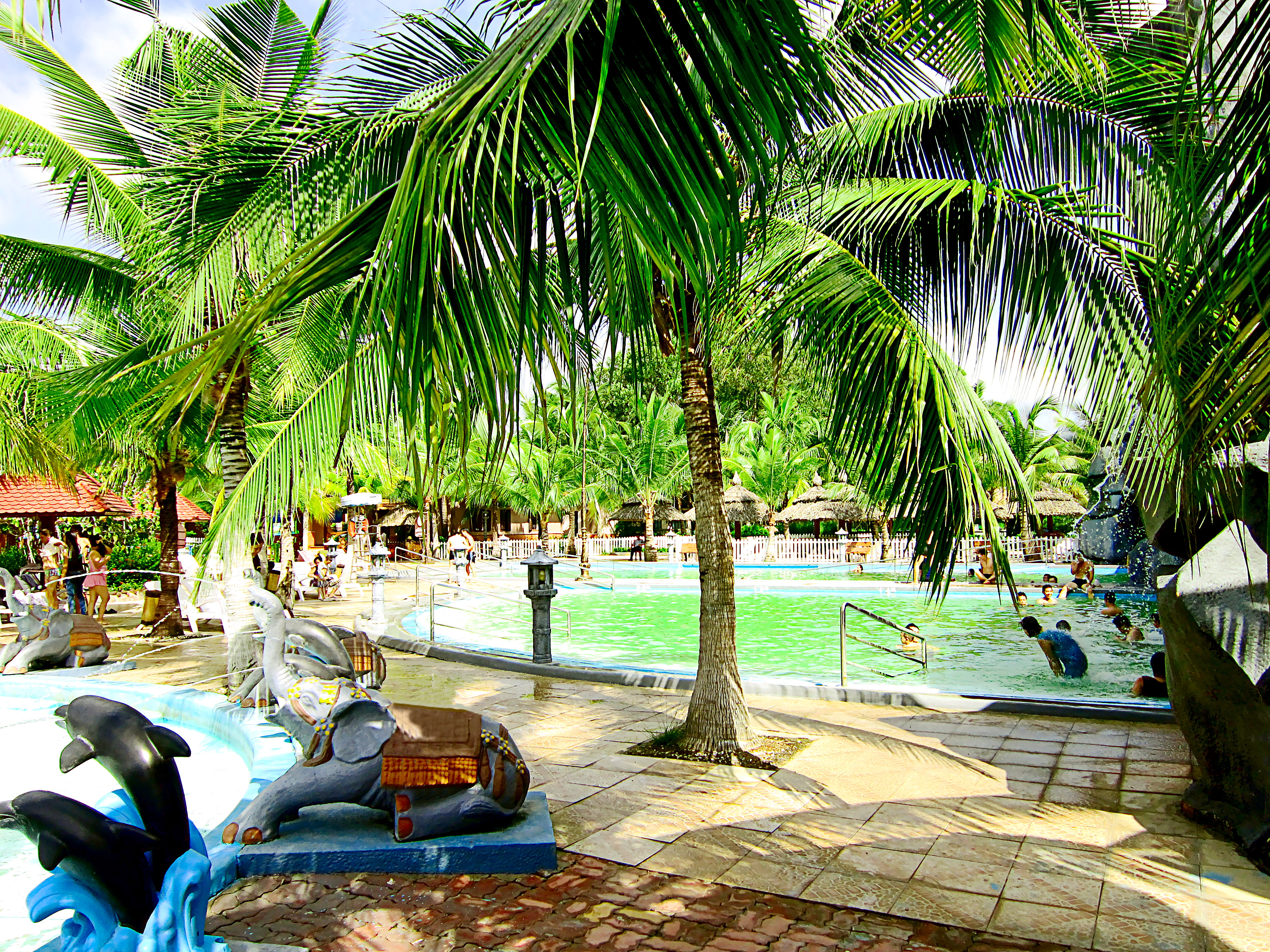
Khu Du lịch sinh thái Bình Châu, Xuyên Mộc